# Friedrich Altemeier
Friedrich Altemeier (Niederbecksen, 24 giugno 1886 – Bad Oeynhausen, 18 settembre 1968) è stato un militare e aviatore tedesco, asso dell'aviazione durante la prima guerra mondiale con 21 vittorie confermate e due condivise.

## Biografia

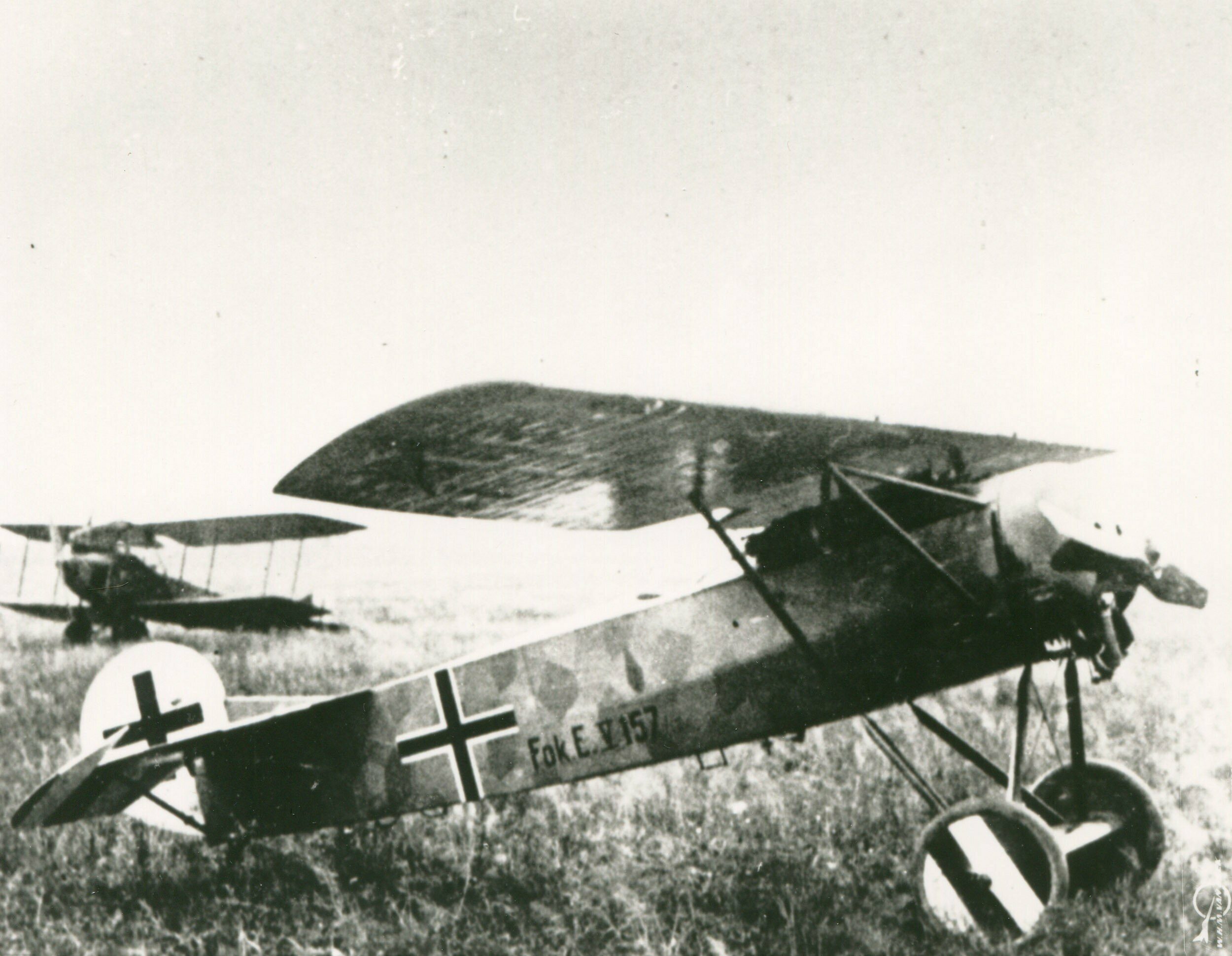
Un caccia Fokker D.VIII.

Nacque a Niederbecksen, vicino ad Hannover, il 4 giugno 1886. Frequentò la scuola militare dal 1906 al 1908 e poi lavorò per la Krupp prima dello scoppio della prima guerra mondiale.
Fu richiamato alle armi il 2 agosto 1914, prestando inizialmente servizio nella fanteria presso una compagnia di mitragliatrici del 57 Infanterie-Regiment. Rimase ferito in azione il 15 gennaio 1915.
L'11 agosto di quell'anno fu trasferito alla  Luftstreitkräfte. Dopo l'addestramento a Posen, prestò servizio prima con un'unità di biposto, la Flieger-Abteilung 67, a partire dal 21 luglio 1916. A settembre fu trasferito alla Jagdstaffel 14, una unità dotata di caccia monoposto. Non rimase a lungo con questo reparto, poiché il 1° dicembre 1916 fu poi trasferito alla Jagdstaffel 24 schierata sul fronte occidentale.
Promosso Vizefelwebel Offizierstellvertreter subito dopo essersi unito al suo nuovo reparto, il 3 marzo 1917, volando su un caccia Albatros D.III, abbatte un Nieuport 17 su Bois Morel. Il 30 maggio 1917 fu insignito della Croce di Ferro di prima classe. Il 7 luglio abbatte un Sopwith Triplane e  cinque giorni dopo uno SPAD S.VII. Il 17 agosto abbatte uno SPAD S.VII e un RE.8 divenendo asso dell'aviazione. Colse altre quattro vittorie a settembre, con l'ultimo di questa serie il 26. Rimase quindi ferito e non colse altre vittorie per il resto dell'anno.
Il 19 febbraio 1918, abbatté un Royal Aircraft Factory S.E.5a della Royal Air Force, e questa fu la sua decima vittoria. Ne ottenne un'altra il 24 febbraio, un Royal Aircraft Factory R.E.8, seguita da tre in marzo, un Bristol F.2b Fighter il 12, un R.E.8 il 22 e un Sopwith Camel il 24 a nord di Chauny.
La nativa Baviera gli conferì la Medaglia di Federico Augusto in argento il 4 marzo 1918, e poi fu insignito della  Goldenes Militär-Verdienst-Kreuz l'11 aprile successivo. Rimase ferito per la terza volta il 25 luglio 1918, ricevendo il distintivo per feriti in argento.
Nel mese di agosto colse due vittorie, tre nel mese di settembre, tre in ottobre. Il suo ultimo abbattimento, il 10 novembre, il giorno prima dell'armistizio, a spese di un R.E.8, fu la sua 21 vittoria e la 91 e ultima della Jagdstaffel 24. Fu uno dei pochi piloti a cui fu affidato il più moderno caccia tedesco della prima guerra mondiale, il Fokker EV (a volte designato Fokker D.VIII). Dopo la fine della guerra riprese a lavorare per la Krupp e fu richiamato in servizio nella Luftwaffe dopo lo scoppio della seconda guerra mondiale. Con il grado di maggiore ricoprì il ruolo di direttore dell'addestramento di una scuola di volo. Negli ultimi anni di vita lavorò presso la scuola di volo dell'aeroporto di Essen/Mühlheim.  Morì il 18 settembre 1968.

### Fonti
1. 1 2 3 4 5 6 7 8 9 10 11 12 13 14 15 16 17 18 19  Franks, Bailey, Guest 1993, p. 60.
2. 1 2 3  The Aerodrome.
3. ↑  VanWyngarden 2007, p. 44.
4. 1 2 3  Franks, Bailey, Guest 1993, p. 61.